# 洛切爾 (印第安納州)
洛切爾（英語：Lochiel）是位於美國印地安納州本頓縣的一個非建制地區。該地的面積和人口皆未知。

## 地理
洛切爾的座標為40°38′51″N 87°16′26″W / 40.64750°N 87.27389°W，而該地的平均海拔高度為243米（即797英尺）。